# U Are the Universe
Pour plus de détails, voir Fiche technique et Distribution.
U Are the Universe est une comédie de science-fiction belgo-ukrainienne écrite et réalisée par Pavlo Ostrikov (uk) et sortie en 2024.

## Synopsis
La Terre vient d'exploser. Le cosmonaute Andriy Melnyk, dans un vaisseau spatial avec un robot comme seule compagnie, devient la dernière personne vivante de l'univers... jusqu'à ce qu'il reçoive un message de Catherine, une Française sur une lointaine station spatiale.

## Fiche technique
Sauf indication contraire, les informations mentionnées dans cette section peuvent être confirmées par les bases de données cinématographiques IMDb et Allociné,  présentes dans la section « Liens externes ».
- Titre : U Are the Universe
- Réalisation et scénario : Pavlo Ostrikov (uk)
- Musique : Mykyta Moiseiev
- Décors :
- Costumes : Maria Kero
- Photographie : Nikita Kuzmenko (uk)
- Son : Maria Nesterenko
- Montage : Ivan Bannikov, Oleksiy Shamin
- Production : Alexandra Bratyshchenko, Alex Gapon, Anton Iffland Stettner, Eva Kuperman, Charlotte Roustang, Anna Yatsenko, Volodymyr Yatsenko
- Sociétés de production : ForeFilms, Stenola Productions
- Société de distribution : The Jokers (France)[1]
- Budget :
- Pays de production :  Ukraine,  Belgique
- Langue originale : ukrainien, français
- Format : couleur — 16/9
- Genre : science-fiction, comédie
- Durée : 101 minutes
- Dates de sortie :
  - Canada : 7 septembre 2024 (Festival international du film de Toronto)[2]
  - France : 23 septembre 2024 (Festival européen du film fantastique de Strasbourg)[3]
  - Suisse : 6 juillet 2025 (Festival international du film fantastique de Neuchâtel)[4]
  - Ukraine : 20 novembre 2025 Date sujette à modification

## Distribution
- Volodymyr Kravchuk : Andriy
- Alexia Depicker : Catherine

## Production
Le responsable des effets spéciaux pratiques Alexander Suvorov est mort sur le front de la guerre en Ukraine,.

## Distinctions

### Récompenses
- Les Utopiales 2024 : prix du public[7]
- Trieste Science+Fiction Festival (en) 2024[8] :
  - Asteroide (meilleur film pour un premier, deuxième ou troisième film) ;
  - prix du public.
- Festival international du film de Thessalonique 2024 : compétition Meet the Neighbors+[9] – meilleur acteur pour Volodymyr Kravchuk[10]
- Paris International Fantastic Film Festival 2024[11] :
  - Œil d'or du meilleur long métrage international ;
  - prix Ciné+ Frisson.
- Boston Science Fiction Film Festival (en) 2025 : meilleur long métrage[12]
- Festival Hallucinations collectives 2025[13] :
  - Grand prix (prix du public) ;
  - prix du jury.
- Festival international du film fantastique de Neuchâtel 2025[14] :
  - Prix RTS du public ;
  - Prix de la Jeunesse.

### Nominations et sélections
- Festival international du film de Toronto 2024[2]
- Fantastic Fest 2024[15]
- Festival européen du film fantastique de Strasbourg 2024[3]
- Grindhouse Paradise 2025 (Toulouse)[16]